# Sciara reciproca
Sciara reciproca är en tvåvingeart som beskrevs av Walker 1856. Sciara reciproca ingår i släktet Sciara och familjen sorgmyggor. Inga underarter finns listade i Catalogue of Life.